# Donald Antrim
Donald Antrim (* 16. September 1958 in Sarasota, Florida) ist ein US-amerikanischer Autor.

## Leben
Donald Antrims Eltern waren Louanne Antrim (geb. Self) und der Universitätsprofessor Harry Antrim (1936–2009). Die Ehe war unstet, Antrim und seine Schwester Terry hatten nicht ein Zuhause, sondern mehr als ein Dutzend, zwischen Charlottesville, Virginia und Miami.
Antrim graduierte 1981 mit einem B. A. der Brown University. Seine literarische Laufbahn begann 1993 mit dem Roman Elect Mr. Robinson for a Better World, der enthusiastisch aufgenommen wurde. Jeffrey Eugenides, der um 1990 die ersten zwanzig Seiten des Manuskripts zu lesen bekommen hatte, nannte den Roman noch zwanzig Jahre später „ein Buch ohne Vorgänger“.
1999 listete The New Yorker Donald Antrim mit Namen wie Jonathan Franzen, Rick Moody, George Saunders und David Foster Wallace als einen der 20 under 40, zwanzig Autoren für das kommende Jahrtausend.
Antrim war im Frühjahr 2009 Mary Ellen von der Heyden Fellow For Fiction an der American Academy in Berlin. 2013 erhielt er ein MacArthur Fellowship.
Der Literaturkritiker Daniel Haas nannte Antrim einen „Verfallsdiagnostiker der modernen Wohlstandsgesellschaft“.
Antrim lebt in Brooklyn, New York.

## Werke
- Elect Mr. Robinson for a Better World. 1993
  - Die Beschießung des botanischen Gartens. Edition Epoca, Zürich 1999, ISBN 3-905513-14-5.
  - Wählt Mr. Robinson für eine bessere Welt. Roman. Übers. Gottfried Röckelein. Rowohlt, Reinbek bei Hamburg 2015 ISBN 978-3-499-27078-9
- The Hundred Brothers. 1998
  - Die hundert Brüder. Roman. Übersetzung Gottfried Röckelein. Rowohlt, Reinbek 2016 ISBN 978-3-499-27077-2
- The Verificationist. 2000
  - Ein Ego kommt selten allein. Residenz, Salzburg 2001 ISBN 3-7017-1264-6
  - Der Wahrheitsfinder. Roman. Übers. Brigitte Heinrich. Einführung George Saunders. Rowohlt, Reinbek 2015 ISBN 978-3-499-27079-6
- The Afterlife: A Memoir. 2006.
  - Mutter: kein Roman. Übers. Nikolaus Stingl. Rowohlt, Hamburg 2006 ISBN 3-498-00069-1
  - Mutter: kein Roman. Übers. Nikolaus Stingl. Rowohlt, Reinbek 2017 ISBN 978-3-499-29027-5
- The Emerald Light in the Air: Stories. Granta, 2014
  - Das smaragdene Licht in der Luft. Übers. Nikolaus Stingl. Rowohlt, Reinbek 2015 ISBN 978-3-498-00092-9
- One Friday in April. A Story of Suicide and Survival. W. W. Norton, New York, 2021, ISBN 978-1-324-00556-8
  - An einem Freitag im April. Eine Geschichte von Suizid und Überleben. Übers. Nikolaus Stingl. Rowohlt, Hamburg 2022 ISBN 978-3-498-00171-1